# Banjaranyar (Banjaranyar)
Banjaranyar is een bestuurslaag in het regentschap Ciamis van de provincie West-Java, Indonesië. Banjaranyar telt 4348 inwoners (volkstelling 2010).